# Francesc Brosa i Casanobas

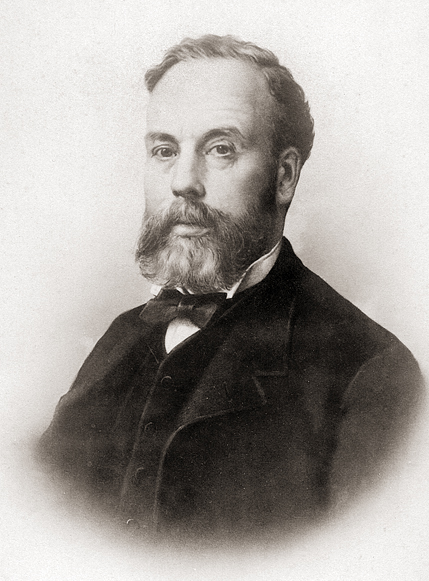
Francesc Brosa i Casanobas
Portrait: Pau Audouard Déglaire

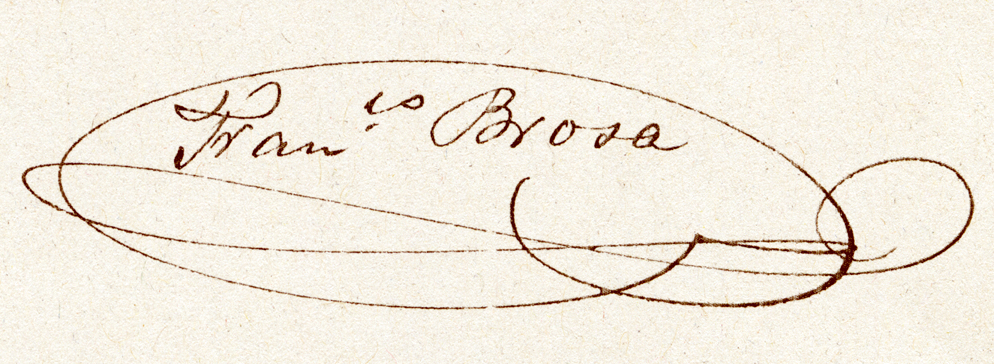
Unterschrift von Francesc Brosa

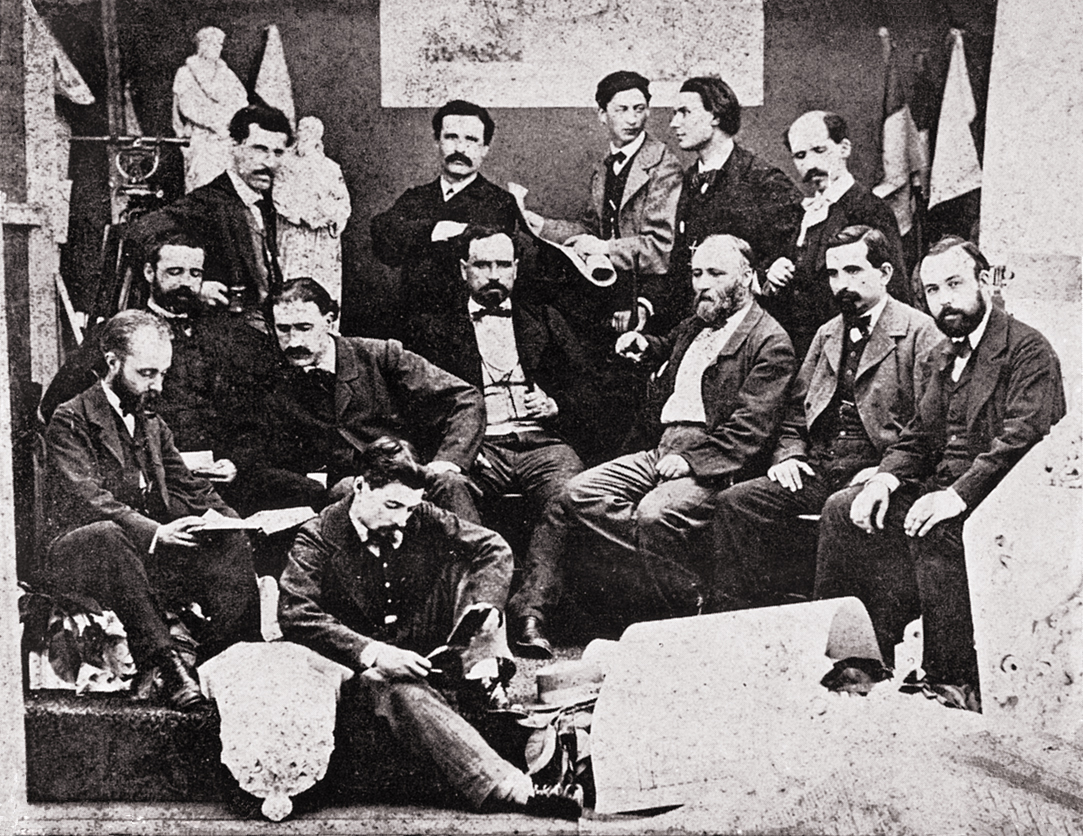
Francesc Brosa auf einer historischen Aufnahme des Photographen A. Sala (23. Juli 1865), wo Elies Rogent, Architekt der Universität für Geisteswissenschaften von Barcelona zu sehen ist, umgeben von seinen Mitarbeitern: Francesc Brosa ist der erste rechts im Bild.

Francesc Brosa i Casanobas oder Francisco Brosa y Casanobas (* 1834 in Barcelona; † 22. März 1899 ebenda) war ein katalanischer Baumeister, Bauherr und Grundbesitzer.
Sohn von Francesc Brosa i Mauri (1799–1864) und Teresa Casanobas i Moragas (1806–1859). Die Familie Brosa stammte aus Castellterçol, 50 km nördlich von Barcelona; die Casanobas wohnten schon im 18. Jahrhundert in Barcelona, am Platz von Santa María del Mar, der Kathedrale des Meeres.
Bald kam eine enge Beziehung zwischen Francesc Brosa und  Elies Rogent i Amat zustande, dem großen katalanischen Architekten des 19. Jahrhunderts. Die Väter von beiden führten ähnliche Geschäfte in Barcelona; während der Vater von Francesc Brosa Holzhändler war, besaß der von Elies Rogent ein Lager für Baumaterial. Elies Rogent studierte Architektur in Madrid; Francesc Brosa bekam den Titel als Baumeister in Barcelona am 18. Februar 1854. Monate später; am 16. Januar 1855 wurde er Assistent in der Hochschule für Baumeister, wo Elies Rogent bereits Professor geworden war.
Am 23. März 1861 heiratet Francesc Brosa die jüngste Schwester von Elies, Josepa Rogent i Amat, von der er eine Tochter bekam, Josepa (1862–1873). Beide, Mutter und Tochter, starben bald. Am 21. Juli 1875 heiratet er erneut, dieses Mal Catarina Marroig i Marroig von Mallorca. Aus dieser Ehe stammten fünf Kinder: Antonia, Teresa, Francesc, Pepita und Mercedes.
Die Bautätigkeit ist recht intensiv; es sind meistens öffentliche Gebäude und private Häuser in mehreren Stadtvierteln von Barcelona. 1863 zeichnet Elies Rogent ein Haus für ihn, das auf einem Grundstück gebaut werden sollte, das die gerade abgerissene Stadtmauer frei gelassen hatte. Die Grundstücke hatte der Stadtplaner Ildefons Cerdà angeordnet und die Stadt als deren Eigentümer durch Versteigerung verkauft. Francesc Brosa konnte auf diesem Weg eins der ersten Häuser im neuen Eixample von Barcelona für sich bauen.
Francesc widmet sich auch dem Bau der Universität von Barcelona (aktuelles „Edificio Histórico“ der Universität), eines der großen Werke des Elias Rogent. Zusammen mit ihm führt er auch den Wiederaufbau des Klosters von Ripoll durch. 1886 baut er die Grabkapelle für die eigene Familie im neuen Südwest-Friedhof, der drei Jahre davor eingeweiht worden war.
Seine Tätigkeit als Grundbesitzer wächst im Laufe der Jahre. Er konnte Grundstücke im Eixample von Barcelona, nahe der Diagonal, erwerben. Für die Erholung und für die Sommertage kaufte er ein Landhaus aus dem 17. Jahrhundert, bei Tiana, hoch am Hang des Berges neben einer Wallfahrtskirche (La Mare de Déu de l'Alegria) – mit Blick auf das Mittelmeer und Richtung Süden, weit entfernt, auch auf Barcelona. „Can Brosa“ wurde ein beliebter Treffpunkt der Familien Marroig, Albanell, Segalá, Mas und Palau.
Elies Rogent i Amat stirbt am 21. Februar 1897. Beim Trauerzug durch Barcelona, von der Betlehem-Kirche zum Friedhof, waren alle gesellschaftlichen und politischen Kräfte der Stadt vertreten. Zusammen mit den akademischen Autoritäten hielt auch Francesc Brosa eins der Bänder vom Sarg an der Hand, wohl als Vertreter der Familie. Auch wenn die Ehe mit Josepa Rogent weit in der Vergangenheit lag, waren die Beziehungen zwischen beiden Familien stark geblieben. Am 22. März 1899, zwei Jahre später, stirbt auch Francesc Brosa i Casanobas im Alter von 65 Jahren in seinem Haus an der Straße Pelai. Seine Frau Catarina Marroig starb 1932.